# Systems Networking Architecture
Systems Network Architecture (SNA) é um protocolo de rede  próprio da IBM criado em 1974 para interconectar computadores. Atualmente ainda é muito utilizado em bancos e outras redes de computadores que controlam sistemas financeiros, bem como governos.
Systems Network Architecture (SNA) é a arquitetura de rede, própria da IBM, criada em 1974. Trata-se de uma pilha de protocolos completa para computadores interconectados e seus recursos. SNA descreve o protocolo e é, em si, não uma simples peça de software. A implementação do SNA assume a forma de pacotes de várias comunicações, método de acesso mais notavelmente Virtual telecomunicações (VTAM), que é o pacote de mainframe para SNA comunicações. SNA ainda é usado extensivamente em bancos e outras redes de transações financeiras, bem como em muitas agências governamentais. Enquanto a IBM ainda está fornecendo suporte para o SNA, uma das peças principais de hardware, o 3745/3746 controlador de comunicação, foi retirado do mercado pela IBM Corporation. No entanto, há uma estimativa de 20.000 esses controladores instalados e IBM continua a fornecer o serviço de manutenção de hardware e recursos de microcódigo para suporte a usuários. Um mercado robusto de pequenas empresas continua a fornecer a 3745/3746, os recursos, peças e serviços. VTAM também é suportado pela IBM, como é o IBM Network Control Program (NCP) exigido pelas 3745/3746 controladores.